# 제이슨 윙그린
제이슨 윙그린(Jason Wingreen, 1920년 10월 9일 ~ 2015년 12월 25일)은 미국의 연극 배우, 텔레비전 배우, 성우이다.
브루클린에서 태어났으며 로스앤젤레스에서 사망하였다. 사인은 질병이다.

## 영화
- 춤추는 헐리웃 (1985년)
- 악마의 유혹 (1984년)
- 에어플레인 (1980년)
- 뿌리 - 그 다음 세대 (1979년)
- 미녀 삼총사 - TV 시리즈 (1976년)
- 허슬 (1975년)
- 미스터 리코 (1975년)
- 코작 (1973년)
- 명탐정 바나비 존즈 (1973년)
- 의혹의 그림자 (1972년)
- 던위치 호러 (1970년)
- 제6지대 (1970년)
- 말로우 (1969년)
- 닥터 게논 (1969년)
- 닥터 웰비 (1969년)
- 올 인 더 패밀리 (1968년) - 해리 스노우든 역
- 제12순찰대 (1968년)
- 아이언 사이드 (1967년)
- 인베이더 - 시리즈 (1967년)
- 0011 나폴레옹 솔로 - 가라데 킬러 (1967년)
- 가이드 포 더 메리드 맨 (1967년)
- 제5전선 (1966년)
- FBI (1965년)
- 첩보원 0011 (1964년)
- 제3의 눈 (1963년)
- 도망자 (1963년)
- 부츠 한 켤레 (1962년)
- 추격 (1959년)
- 보난자 (1959년)
- 브라바도스 (1958년)
- 제시 제임스 스토리 (1957년)
- 딜론 보안관 (1955년)